# Matsesta

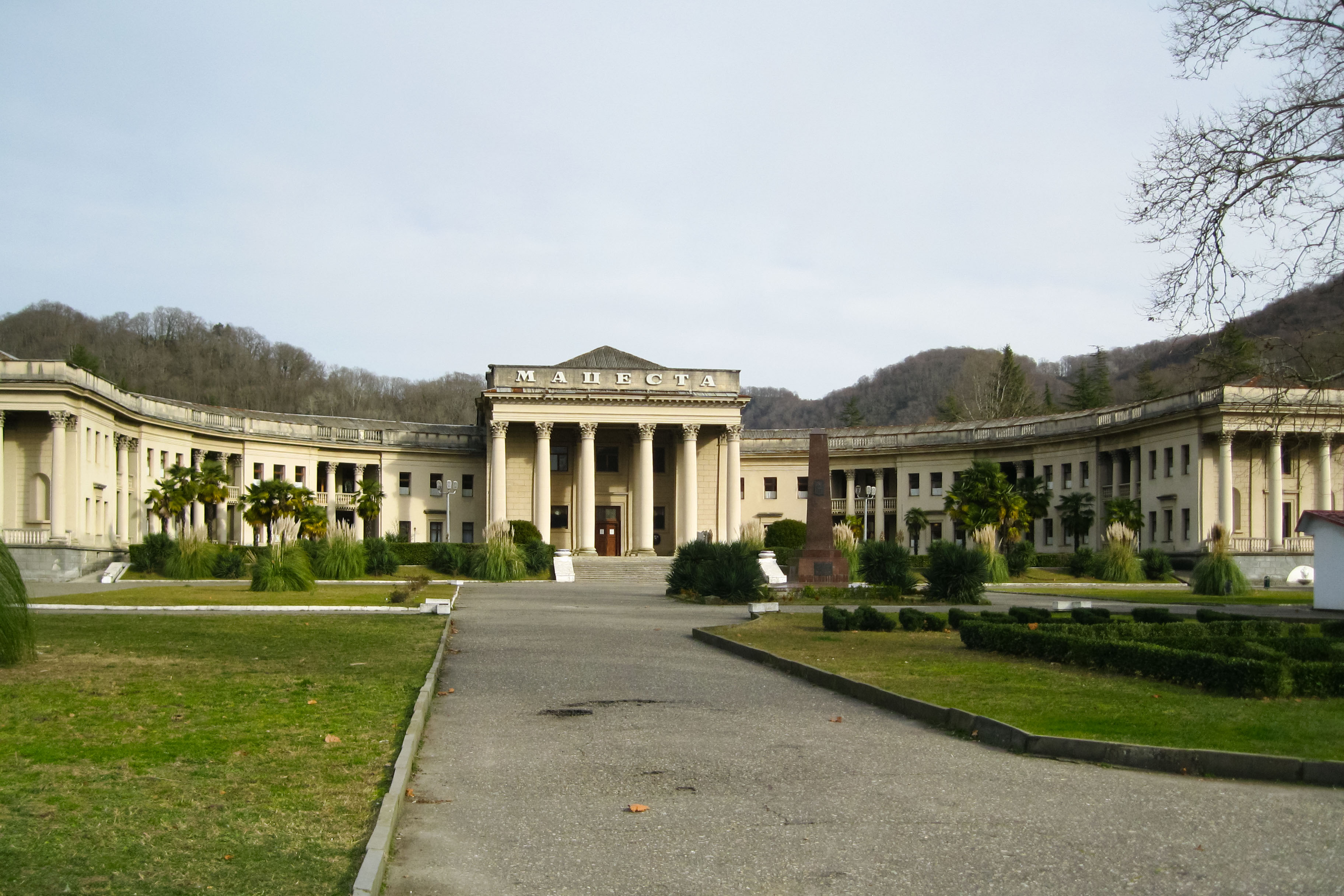
Sanatorium de Matsesta, construit en 1902

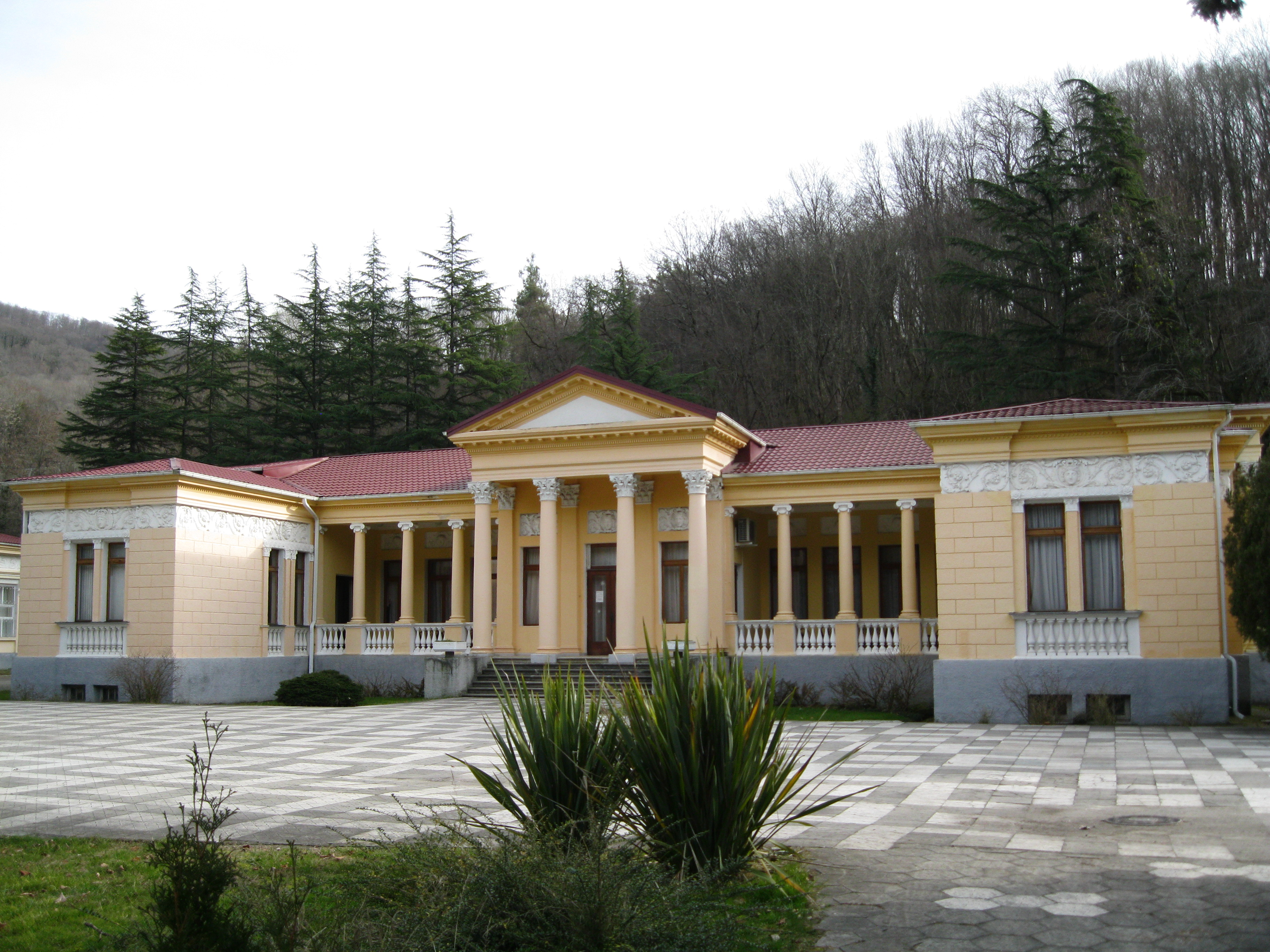
Polyclinique de Matsesta

Matsesta (Мацеста) est un microraïon (sous-district) du raïon de Khosta appartenant à la ville-arrondissement de Sotchi, en Russie au bord de la mer Noire. L'ensemble appartient au kraï de Krasnodar. Sa population s'élève environ à 5 000 habitants.

## Géographie
Ce quartier est situé le long du cours inférieur de la rivière Matsesta et de son affluent le Tsanyk, jusqu'à son embouchure dans la mer Noire.

## Histoire
C'est le 20 juin 1934 qu'est décidé de la fondation d'un nouveau quartier à l'emplacement de l'arrêt ferroviaire de Matsesta, près de sanatoriums déjà existants. Il est incorporé à la ville en 1951.

## Administration
Le territoire de ce microraïon est partagé en quatre partie: Novaïa Matsesta (la Nouvelle-Matsesta), la plus proche du littoral; Srednaïa Matsesta (la Moyenne-Matsesta), partie centrale; Staraïa Matsesta (l'Ancienne-Matsesta), partie anciennement construite où se trouve le sanatorium, et Matsestinskaïa Dolina (la Vallée de la Matsesta).

## Transports
- Un petit arrêt ferroviaire relie le microraïon aux autres stations côtières et à la gare centrale de Sotchi.
- L'autoroute M27 Novorossiisk-Soukhoum longe le littoral.

## Lieux intéressants

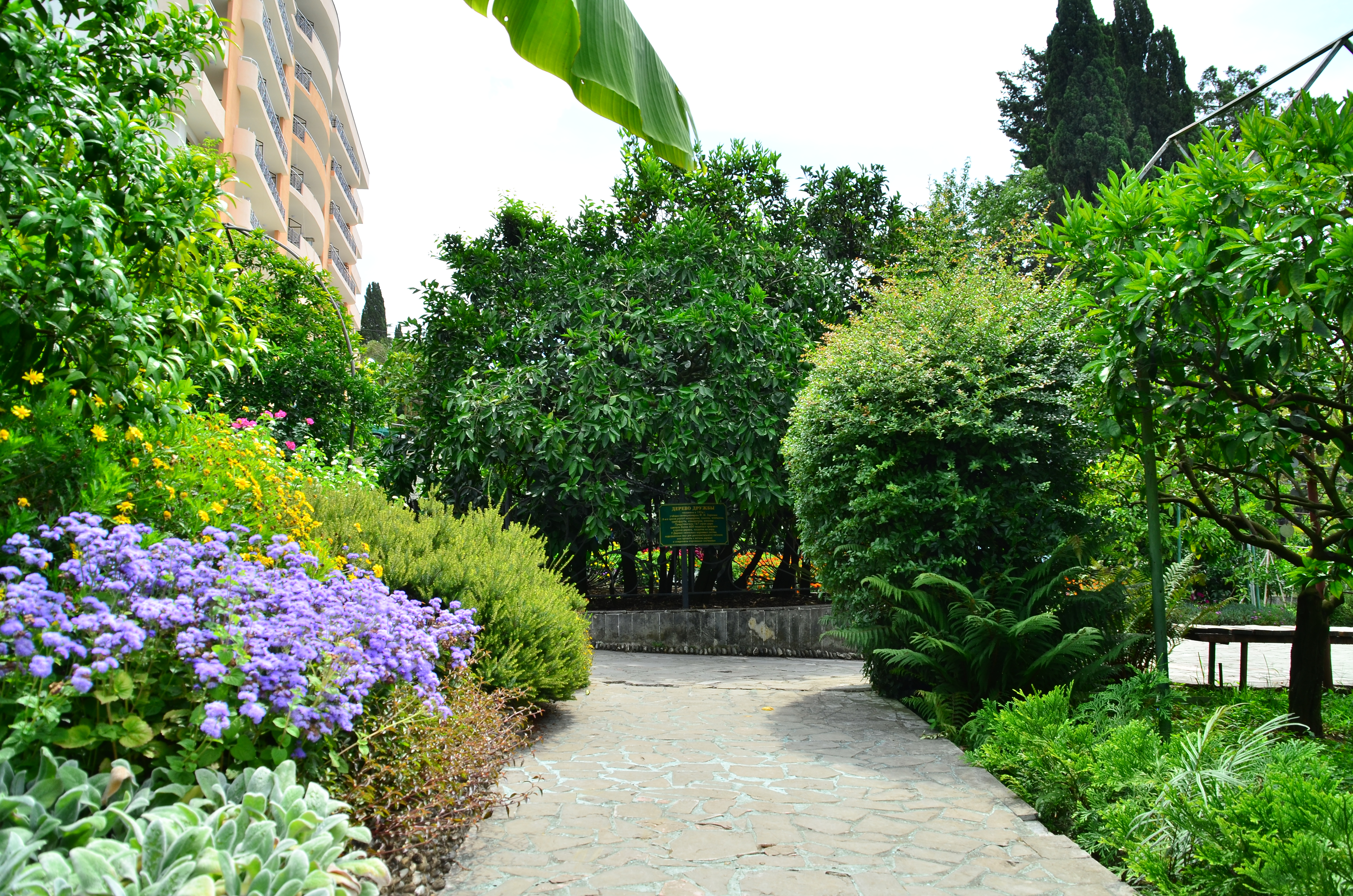
Vue d'une allée de l'arboretum de l'Amitié.

C'est dans la partie ancienne (Staraïa Matsesta) que se trouve un sanatorium balnéothérapeutique renommé fondé en 1902 à l'emplacement d'une source sulphureuse.
Une petite ligne de chemin de fer à voie étroite de 3 kilomètres a fonctionné de 1925 à 1980 pour rejoindre le littoral.
Le musée de la Nature et de l'Amitié - qui est un arboretum - se trouve dans ce microraïon.